# Homole u Panny
Homole u Panny è un comune della Repubblica Ceca facente parte del distretto di Ústí nad Labem, nella regione omonima.